# Mohamed Fouzai
Ne doit pas être confondu avec Mohamed Fouzair.
Mohamed Fouzai, né le 9 mai 1989, est un athlète handisport tunisien, actif principalement dans les épreuves de longue distance dans la catégorie T46.
Il participe aux Jeux paralympiques d'été de 2008 à Pékin, où il remporte une médaille d'argent au 5 000 m, tout en terminant quatrième au 800 m et douzième au 1 500 m ; il ne termine pas l'épreuve du marathon.
Lors des Jeux paralympiques d'été de 2012 à Londres, il termine quatrième au 800 m et cinquième au 1 500 m.